# 甲斐岩間駅
甲斐岩間駅（かいいわまえき）は、山梨県西八代郡市川三郷町岩間にある、東海旅客鉄道（JR東海）身延線の駅である。
六郷地区の代表駅で、特急「ふじかわ」を含む全列車が停車する。

## 歴史
- 1927年（昭和2年）12月17日：身延 - 市川大門間開通時に、富士身延鉄道の駅として開設[1][2]。旅客・貨物取扱開始[2]。
- 1938年（昭和13年）10月1日：富士身延鉄道を鉄道省（国鉄の前身）が借上げ[1][2]。
- 1941年（昭和16年）5月1日：国有化、鉄道省身延線の駅となる[1]。
- 1972年（昭和47年）9月20日：貨物取扱廃止[2]。
- 1985年（昭和60年）3月14日：荷物扱い廃止[2]。
- 1987年（昭和62年）4月1日：国鉄分割民営化により、東海旅客鉄道の駅となる[1][2]。
- 1999年（平成11年）4月1日：無人駅化。
- 2001年（平成13年）
  - 1月30日：キヨスク閉鎖。
  - 4月末：2代目駅舎竣工[3]。

## 駅構造
島式ホーム1面2線を有する地上駅である。線路はほぼ南北に走っており西から見ると駅舎、1、2番線の順に並んでいる。1番線に甲府方面列車が、2番線に富士方面列車が発着する。この他に短い側線を1本有しておりこれは構内久那土方で1番線の線路から分岐して落居方面に進み、当駅の構内で途切れている。
ホーム久那土方端から階段とスロープが降りており、そこから構内踏切（遮断機・警報機付）が駅舎に通じている。この構内踏切は1番線の線路と先述の側線を越えて駅舎に至っている。
開業当初からの木造駅舎は2001年（平成13年）に建て替えられ、簡易なものとなった。この2代目駅舎はコンクリート平屋の小さな建物で、内部には待合所とシャッターが閉じられたままの窓口がある。かつては駅員が配置されていたが、1999年（平成11年）に身延駅管理の無人駅となった。
また無人駅化後も暫くはキヨスクが駅舎内部で営業していたが駅舎建て替えに伴い、2001年1月30日をもって閉鎖となった。
無人駅のため、予め別箇所で購入するか、列車乗車後に車内で購入する形となる。ワンマン列車の場合は整理券を取り、下車駅または乗換先の列車内で精算となる。

### のりば
| 番線 | 路線      | 方向 | 行先           |
| ---- | --------- | ---- | -------------- |
| 1    | CC 身延線 | 下り | 甲府方面       |
| 2    | CC 身延線 | 上り | 身延・富士方面 |

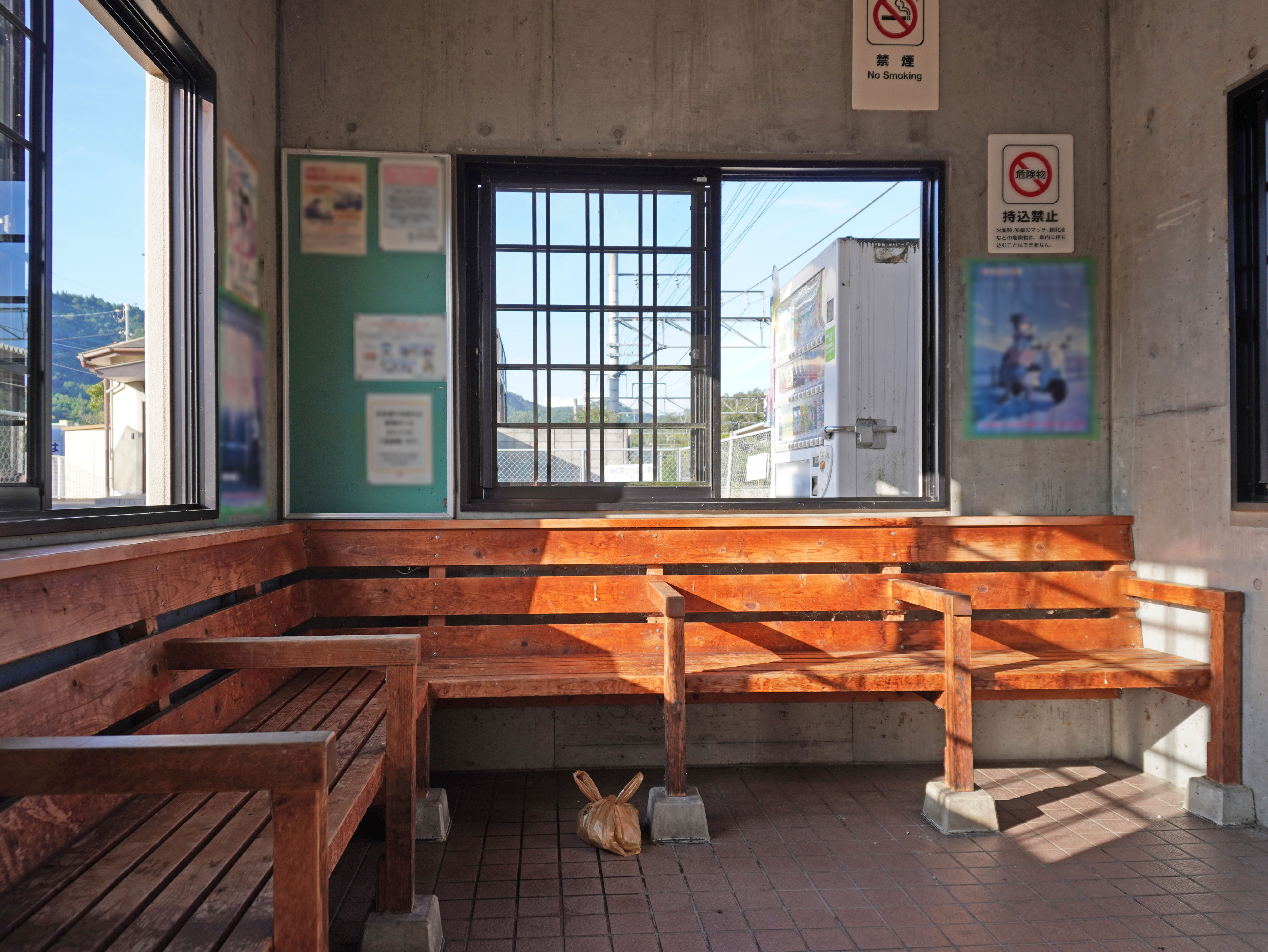
待合室（2022年9月）
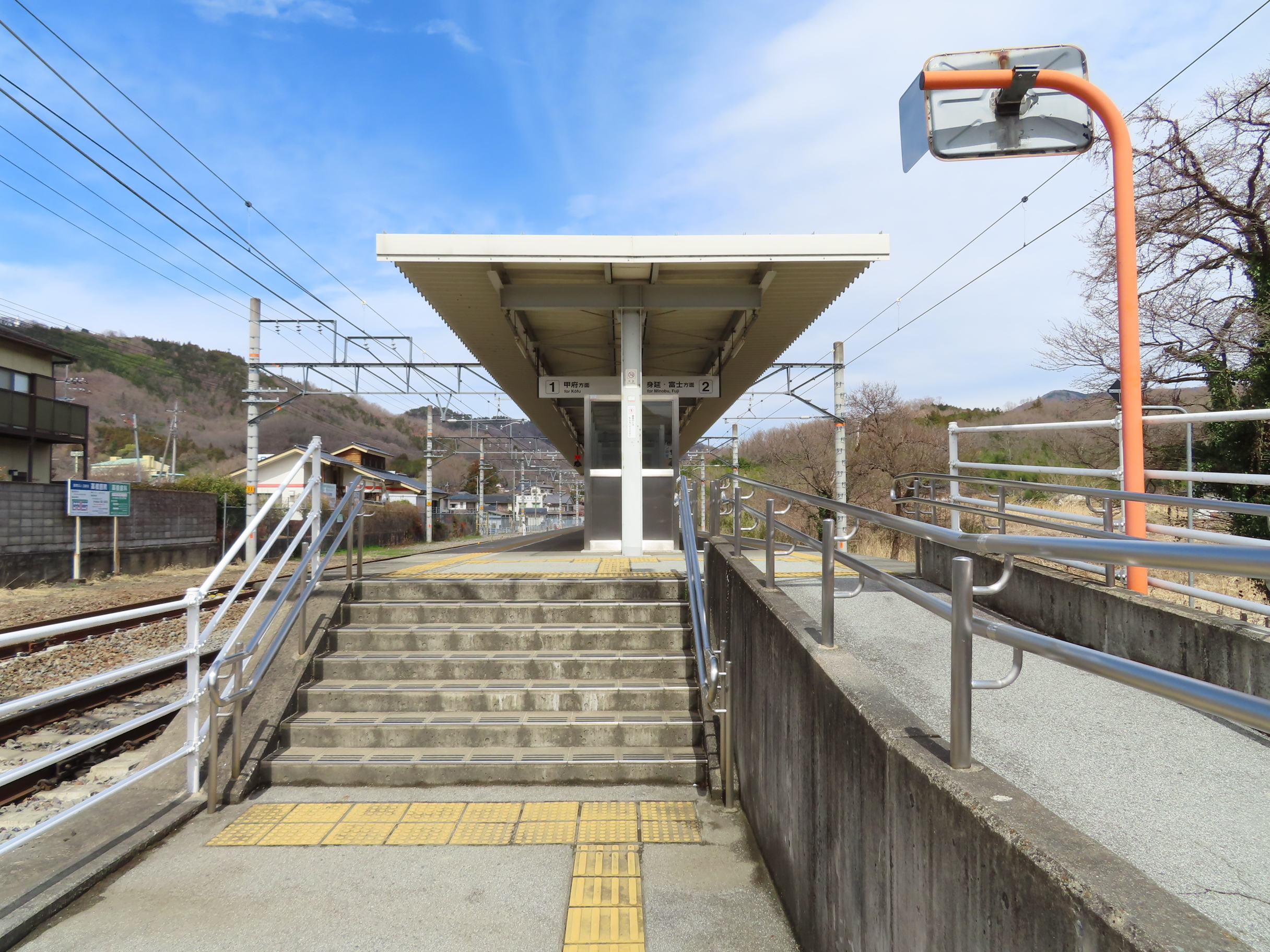
ホーム（2022年3月）
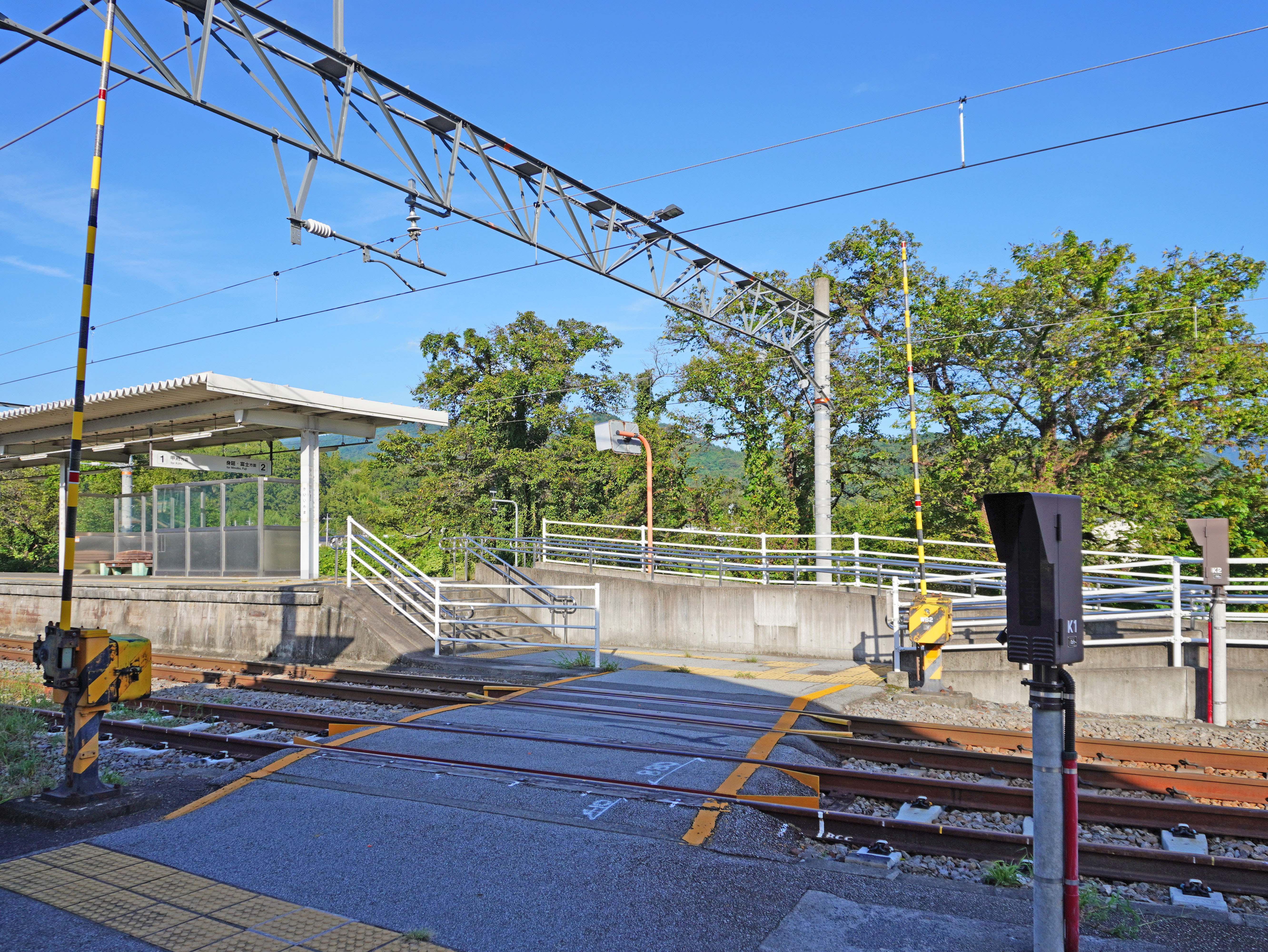
構内踏切（2022年9月）

## 利用状況
| 平均乗車人員 | 平均乗車人員 |
| ------------ | ------------ |
| 1950年       | 1,160        |
| 1980年       | 845          |
| 2005年       | 259          |
| 2006年       | 247          |
| 2007年       | 235          |
| 2008年       | 241          |
| 2009年       | 241          |
| 2010年       | 225          |
| 2011年       | 196          |
| 2012年       | 194          |
| 2013年       | 182          |
| 2014年       | 171          |
| 2015年       | 187          |
| 2016年       | 177          |
| 2017年       | 140          |
| 2018年       | 121          |

- 1950年の乗車人員は423,568人であった。これを1日平均にするとおよそ1,160人になる。
- 1980年の乗車人員は309,363人であった。これを1日平均にするとおよそ845人になる。
- 2005年の乗車人員は94,385人であった。これを1日平均にするとおよそ259人になる。
- 2006年の乗車人員は90,354人であった。これを1日平均にするとおよそ247人になる。
- 2007年の乗車人員は86,148人であった。これを1日平均にするとおよそ235人になる。
- 2008年の乗車人員は88,197人であった。これを1日平均にするとおよそ241人になる。
- 2009年の乗車人員は87,855人であった。これを1日平均にするとおよそ241人になる。
- 2010年の乗車人員は82,074人であった。これを1日平均にするとおよそ225人になる。
- 2011年の乗車人員は71,576人であった。これを1日平均にするとおよそ196人になる。

## 駅周辺
町内六郷地区中心部にある駅で、周辺にはその中心集落・岩間の町並みが広がっている。市川三郷町役場六郷庁舎（旧・六郷町役場）は駅から北へ300m程の距離である。沼久保駅以北の身延線の駅では甲府盆地に出るまで富士山を見ることが出来ないが、当駅付近に限り山頂付近を見ることが可能。
この辺りは印章生産が盛んな場所であり、六郷地区における印章の生産高が日本の生産高のうちの約半分を占めたことがある。このため整備された駅前広場にはそれを示した石碑が建てられている他、駅から徒歩2分程の場所には町の印章資料館が設けられている。
- 市川三郷町役場六郷庁舎（旧・六郷町役場）
- 鰍沢警察署岩間駐在所
- 中部横断自動車道六郷インターチェンジ
- 峡南郵便局
- 山梨中央銀行六郷支店
- つむぎの湯
- なかとみ和紙の里
- 富士見スポーツ公園
- 甲斐ファニチャー
- 身延町営バス「甲斐岩間駅」停留所 - 古関甲斐岩間線、古関循環線

## 隣の駅
※特急「ふじかわ」の隣の停車駅は列車記事を参照のこと。
東海旅客鉄道（JR東海）
CC 身延線
久那土駅 - 甲斐岩間駅 - 落居駅